# Farbmühle (Jugel)

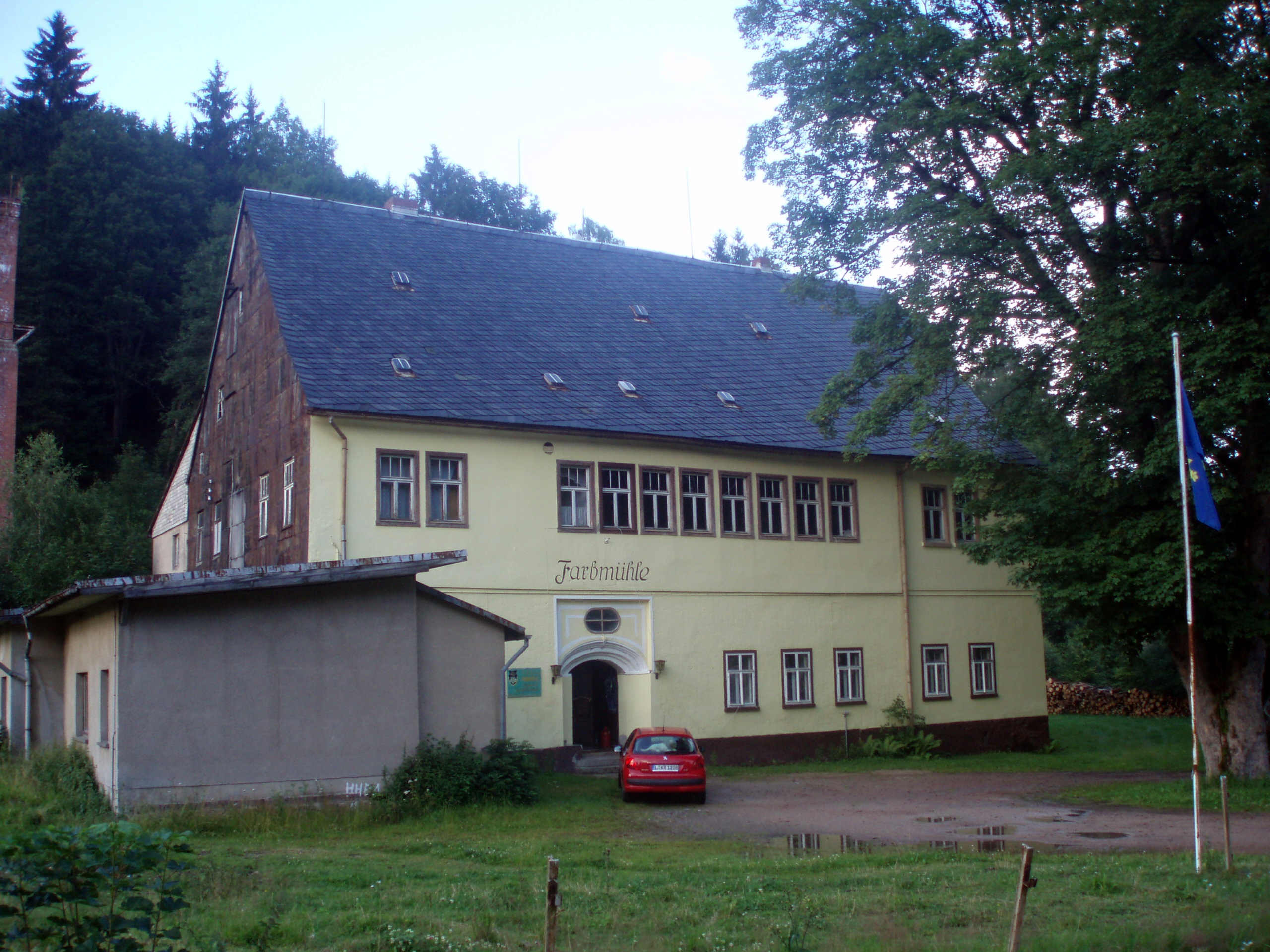
Farbmühle in Jugel

Die Farbmühle Jugel war eine frühneuzeitliche Anlage zur Verarbeitung des Kobalterzes in unteren Ortsteil von Jugel bei Johanngeorgenstadt im Erzgebirge, die in der 2. Hälfte des 17. Jahrhunderts angelegt worden ist.
Die Farbmühle wurde durch die Wasserkraft des Jugelbaches betrieben. Sie wurde von Johann Gabriel Löbel, ein Enkel Preißlers, zur Herstellung von Kobaltblau in Unterjugel genutzt. Dazu gehörten sechs Häuser für die Farbburschen. Durch Kauf ging sie am 11. Oktober 1668 in den Besitz des sächsischen Kurfürsten Johann Georg II. über und wurde 1677 mit dem Blaufarbenwerk Oberschlema vereinigt. Aus dem früheren Herrenhaus ging das spätere Gasthaus Farbmühle hervor, dessen Gebäude heute noch an der Jugelstraße existiert.